# Instituto de Antropología de Córdoba
El Instituto de Antropología de Córdoba (IDACOR) es un centro argentino de investigación y desarrollo dedicado a la antropología. Su filiación es de doble dependencia entre la Universidad Nacional de Córdoba y CONICET. Fue creado el 04 de septiembre de 2012 a partir del Museo de Antropología de la Facultad de Filosofía y Humanidades de la Universidad Nacional de Córdoba.

## Áreas de investigación
- Antropología social
- Antropología biológica
- Arqueología

## Autoridades
Las actuales autoridades son:
- Director: Dr. Andrés Darío Izeta
- Vicedirector: Dr. Darío Alfredo Demarchi